# Кортеолона
Кортеолона (итал. Corteolona) је насеље у Италији у округу Павија, региону Ломбардија.
Према процени из 2011. у насељу је живело 2023 становника. Насеље се налази на надморској висини од 70 м.

## Становништво
| 1936. | 1951. | 1961. | 1971. | 1981. | 1991. | 2001. | 2011. |
| ----- | ----- | ----- | ----- | ----- | ----- | ----- | ----- |
| 1.771 | 1.804 | 1.796 | 1.827 | 1.770 | 1.733 | 1.906 | 1.921 |